# (8725) Keiko
(8725) Keiko – planetoida z pasa głównego asteroid okrążająca Słońce w ciągu 3 lat i 60 dni w średniej odległości 2,15 au. Została odkryta 5 października 1996 roku. Przed nadaniem nazwy planetoida nosiła oznaczenie tymczasowe (8725) 1996 TG5.